# زبان کاشوبی
زبان کاشوبی (نام محلی: kaszëbsczi jãzëk) زبان منطقهٔ پومرانی در شمال لهستان است. ۵۰٬۰۰۰ نفر در این ناحیه به این زبان صحبت می‌کنند. زبان کاشوبی از زیرمجموعه‌های زبان پومرانی زیرگروه زبان‌های لخی زیرگروه زبان‌های اسلاوی غربی زیرگروه زبان‌های اسلاوی زیرگروه زبان‌های بالتو-اسلاوی زیرگروه زبان‌های هندواروپایی به‌شمار می‌رود.

## نگارخانه

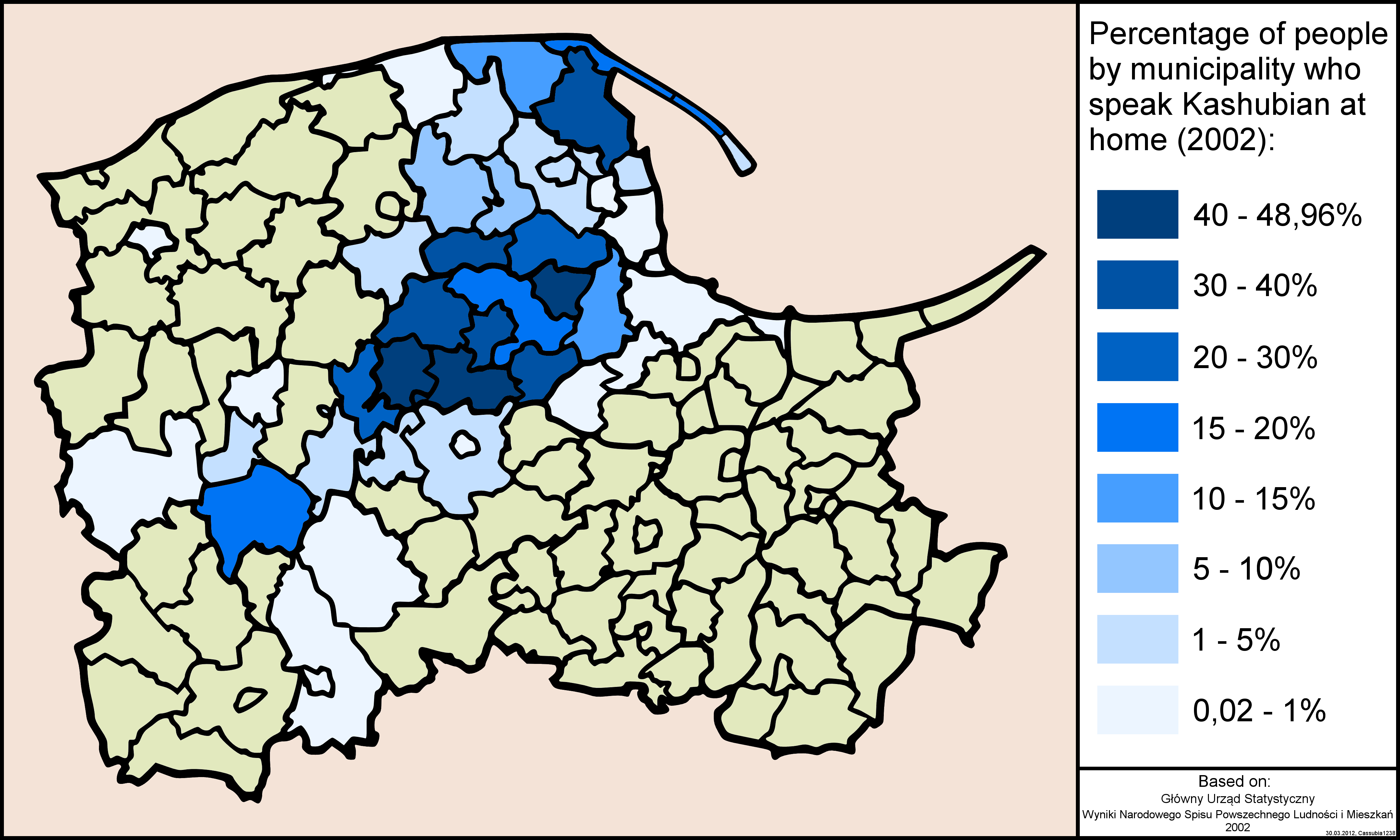
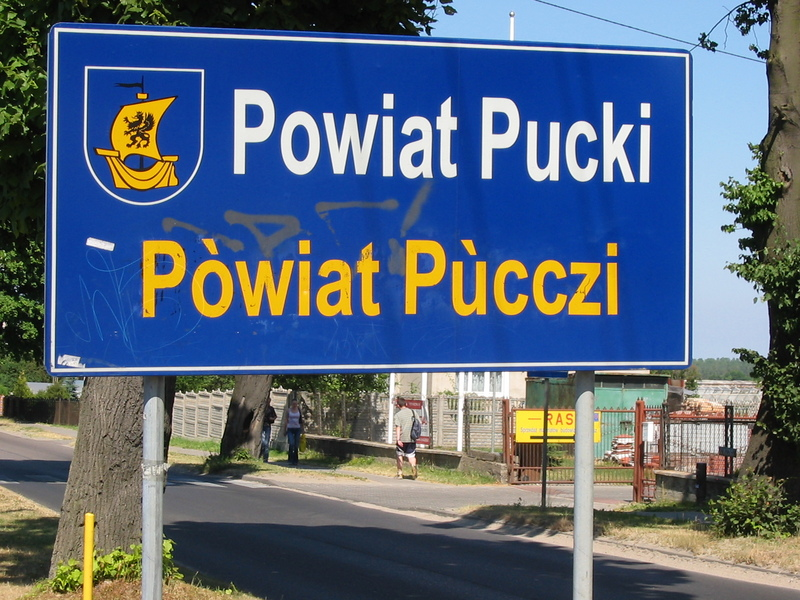
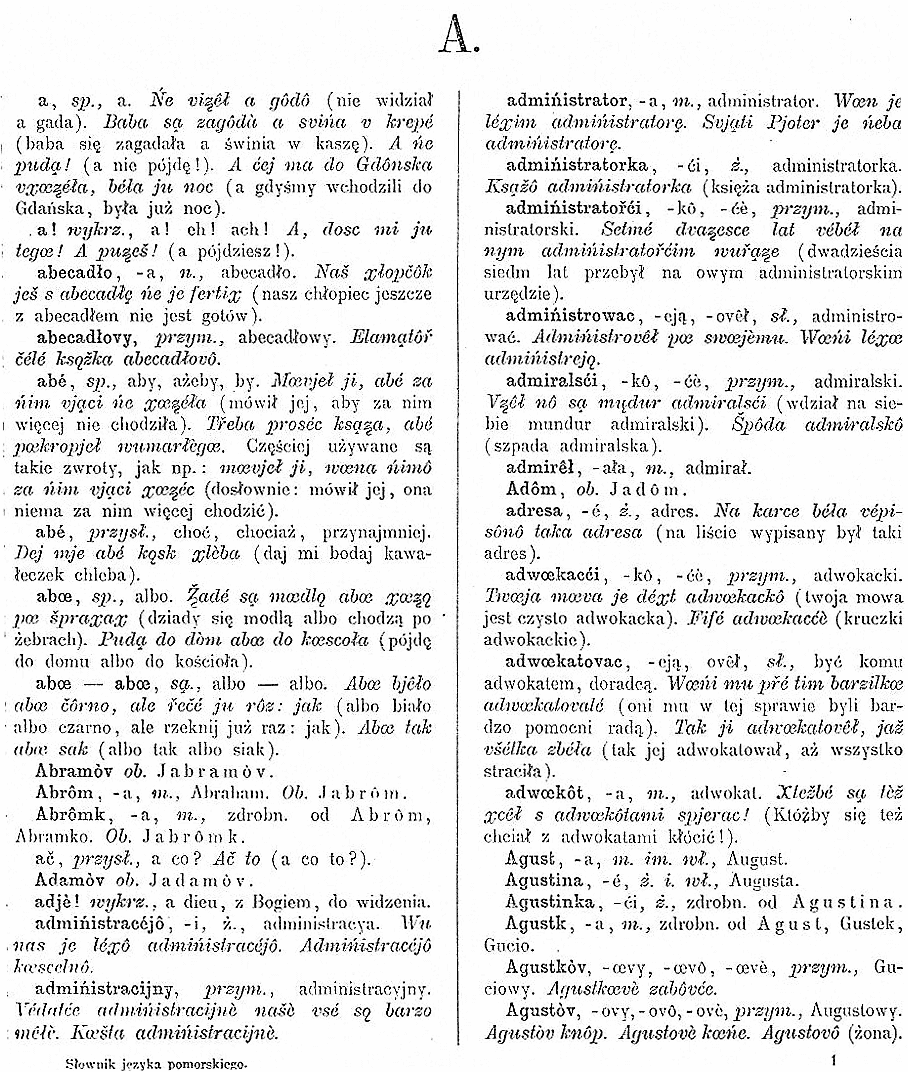